# USS Growler (slup 1812)
USS Growler był slupem uzbrojonym w 10 dział 18-funtowych i jedno 6-funtowe. Okręt o wyporności 112 ton został zakupiony na jeziorze Champlain w 1812 roku. Pływał pod dowództwem Lieutenanta Sidneya Smitha jako część eskadry komodora Thomasa Macdonougha do czasu zajęcia przez Royal Navy w pobliżu Ile aux Noix w Kanadzie 3 czerwca 1813 roku. „Growler” został wcielony do floty brytyjskiej jako „Shannon”, a później „Chub”. Pod tą ostatnią nazwą został zajęty przez amerykańską eskadrę w czasie bitwy na jeziorze Champlain 11 września 1814 roku. Nie wprowadzono go jednak do służby i został sprzedany w Whitehall w lipcu 1815 roku.